# Alphonse Juin
Alphonse Juin, född 16 december 1888, död 27 januari 1967, var en fransk militär; brigadgeneral (général de brigade) 26 december 1938, generalmajor (général de division) 20 februari 1940, generallöjtnant (général de corps d'armée) 20 november 1941, general (général d'armée) 25 december 1942 och marskalk av Frankrike (maréchal de France) 7 maj 1952.
Juin gick ut militärakademien École Spéciale Militaire de Saint-Cyr 1912 med goda vitsord och sändes till Marocko och kolonialkrigen där. Han tjänstgjorde på västfronten under första världskriget där han sårades och erhöll tapperhetsmedalj. I oktober 1919 påbörjade Juin stabsutbildning och skickades därefter till Nordafrika och kriget mot Rifkabylerna. Under 1920-talet och 30-talet upprätthöll han olika stabstjänster i Frankrike och Afrika. När andra världskriget bröt ut fick Juin befäl över 15. motoriserade infanteridivisionen som han ledde med viss framgång under slaget om Frankrike. När de franska arméerna i Belgien inringats tvingades Juin och hans division kapitulera i Lille 30 maj 1940.
Efter att Frankrike givit upp släpptes Juin för att ta befäl över Vichyregimens trupper i Marocko. När de allierade landsteg i Nordafrika i november 1942 (Operation Torch) hjälpte Juin till att förhandla fram en lösning där inte de Vichyfranska trupperna kom i strid med de allierade. Snart tog Juin aktiv del i striderna mot Tyskland i Tunisien och i september 1943 blev han chef för det nyformerade förbandet Franska Expeditionskåren som deltog i fälttåget i Italien, bland annat i slaget om Monte Cassino och intåget i Rom. När expeditionskåren sattes in i södra Frankrike blev Juin utsedd till stabschef för den franska försvarsmakten. Efter kriget fortsatte Juin på diverse höga poster inom armén och NATO. År 1952 fick han fältmarskalkstaven och var då den ende levande marskalken av Frankrike.

## Utmärkelser
- Storkors av Hederslegionen
- Grunwaldskorsets orden, första graden
- Croix de Guerre
- Legionär av Legion of Merit
- Médaille militaire
- Riddare med storkors av Bathorden
- Médaille d'Outre-Mer
- Distinguished Service Medal
- Médaille d'Outre-Mer
- Legion of Merit
- Croix de Guerre
- Marockos sherifiska militärförtjänstorden
- Marockos sherifiska militärförtjänstorden
- Stora ordensbandet av Nichan Iftikhar
- Storkors av Leopoldorden
- Överkommendör av Legion of Merit
- Storkors av Ouissam Alaouite-orden
- Marskalk av Frankrike
- Croix de Guerre 1939–1945
- Belgiens krigskors 1940
- Parrain de promotion de l'École spéciale militaire de Saint-Cyr
- Croix de guerre des Théâtres d'opérations extérieurs
- Croix de guerre 1914–1918
- Minnesmedalj för kriget 1914–1918
- Interallierade segermedaljen 1914–1918
- Silverkors av Virtuti Militari

[Redigera Wikidata]